# Belén Lake
Belén Lake är en sjö i Antarktis. Den ligger i Sydshetlandsöarna. Argentina, Chile och Storbritannien gör anspråk på området. Belén Lake ligger 1 meter över havet. Arean är 0,17 kvadratkilometer. Den sträcker sig 1,2 kilometer i nord-sydlig riktning, och 1,0 kilometer i öst-västlig riktning.
I övrigt finns följande kring Belén Lake:
- Vattendrag:
  - Cui Xi (ett vattendrag)
  - Hydrographenbach (ett vattendrag)
  - Jurabach (ett vattendrag)
  - Sturmvogelbach (ett vattendrag)
  - Windbach (ett vattendrag)
  - Yuquan He (ett vattendrag)
- Insjöar:
  - Petrel Lake (en sjö)
  - Xi Hu (en sjö)
  - Yanou Hu (en sjö)
- Slätter:
  - Pingding Shan (en platå)
- Stränder:
  - Belén Beach (en strand)
  - Biyu Tan (en strand)
- Kullar:
  - Bada Ling (en kulle)
  - Clement Hill (en kulle)
  - Panlong Shan (en kulle)
  - Qifeng Yan (en kulle)
  - She Shan (en kulle)
  - Xi Shanbao (en kulle)
  - Xiangjiao Shan (en kulle)
- Halvöar:
  - Eddy Point (en udde)
- Dalar:
  - Hengduan Shangu (en dal)
  - Saunders Valley (en dal)
- Berg:
  - Shanhaiguan Feng (en bergstopp)